# Dyschoriste dalzellii
Dyschoriste dalzellii är en akantusväxtart som först beskrevs av Dalz. och C. B. Cl., och fick sitt nu gällande namn av Gustav Kunze. Dyschoriste dalzellii ingår i släktet Dyschoriste och familjen akantusväxter. Inga underarter finns listade i Catalogue of Life.